# Aston (flod)
Aston är en flod i sydvästra Frankrike som rinner genom departementet Ariège. Aston är 23,5 km lång, och har sin källa i Pyrenéerna, i närheten av Andorra. Den förser Laparan-dammen och Riète-dammen med vatten och förenar sig med floden Ariège på dess vänstra strand, vid Les Cabannes

## Hydrologi
Aston är en typisk bergsflod och är därför inte särskilt regelbunden men har riklig vattenföring, precis som övriga floder i Pyrenéerna. Dess flöde observerades under en period av 36 år (1948-1983), i Château-Verdun, strax före dess sammanflöde med Quioulès eller Quiol. Det studerade området är 52,8 km², eller bara en tredjedel av hela flodens upptagningsområde som är 165 km².